# Una habitació a la ciutat
Una habitació a la ciutat (francés: Une chambre en ville) és una pel·lícula francesa dirigida per Jacques Demy el 1982, que combina elements musicals i melodramàtics. Ambientada a Nantes el 1955, segueix la passió entre François, un torner en vaga, i Edith, una dona atrapada en un matrimoni infeliç amb un venedor impotent. La trama es desenvolupa en un context d'agitació social, amb els personatges expressant els seus conflictes a través de diàlegs cantats. A pesar de la seva innovadora proposta artística i de rebre nou nominacions als Premis César, la pel·lícula va fracassar comercialment. Considerada una obra singular dins del cinema musical, la seva combinació de tragèdia personal i crítica social la fa una pel·lícula inclassificable i única. Ha estat subtitulada en català.